# اونتراشلایسهایم
اونتراشلایسهایم (به آلمانی: Unterschleißheim) شهری است در ایالت بایرن در کشور آلمان. این شهر در حدود ۱۷ کیلومتری شمال محدوده شهر مونیخ واقع شده‌است و در سرشماری ۳۱ دسامبر ۲۰۱۵ دارای جمعیت ۲۸۶۹۷ بوده‌است.